# Rainer Wagner (Museumsleiter)
Rainer Wagner (geb. 6. Oktober 1951 in Weimar; gest. 25. Dezember 2021 in Bad Berka) war von 1982 bis 1983 wissenschaftlicher Mitarbeiter und von 1984 bis 1990 Direktor des Stadtmuseum Weimar. Außerdem war er Autor und Philosoph.
Zunächst absolvierte Wagner eine Lehre zum Chemiefacharbeiter. Er absolvierte ein Studium mit dem Abschluss Diplom-Philosoph (Diplomarbeit über Junghegelianismus). Rainer Wagner musste 1990 die Museumsleitung aufgeben nach dem bekannt wurde, dass er zugleich auch für das Ministerium für Staatssicherheit gearbeitet hatte. Er veröffentlichte danach noch mehrere großformatige Bildbände über das historische Weimar sowie weitere Bücher, teilweise in Zusammenarbeit mit der früheren Stadtarchivarin Gitta Günther, und arbeitete auch für private Unternehmen, um deren Firmengeschichten. Wagner war Mitherausgeber der Weimarer Schriften, die vom Stadtmuseum Weimar herausgegeben werden.

## Werke (Auswahl)
- Martin Luther – die historischen Stätten, Frankfurt a. M. 1983.
- Die Straße, Mitautor, Bad Homburg 1990.
- Weimar – Impressionen einer Stadt, Kassel 1991.
- Weimar – historische Photographien, Kassel 1991.
- Weimar – klassische Parklandschaften, Kassel 1991.
- Weimar – Stadtansichten im Wandel, Kassel 1992.
- Thüringen – eine Kulturlandschaft aus der Luft, Erfurt 1992.
- Weimar – im Spiegelbild der Kunst (Herausgeber) Kassel 1992.
- Ein Souverän (Alois Ammerschläger Biographie) Weimar 1993;
- Weimar – historische Ansichtskarten, Kassel 1993.
- Spurensuche – die Lebensstationen Friedrich Nietzsches 1844–1869, Erfurt 1994.
- Weimar – in alten Ansichten, Zaltbommel/Niederlande 1995.
- Weimar – Damals und Heute, Kassel 1995.
- Weimar – Straßen-, Platz- und Flurnamen – damals und heute, Jena 1996.
- Gaststättenführer Weimar und Umgebung, Weimar 1997.
- Weimar – von unten betrachtet (Mitherausgeber) Jena 1997.
- Der Doktor. Das Leben der deutschen Unternehmerpersönlichkeit Dr. jur. Reinfried Pohl, Frankfurt a. M. 2000/2001.
- Weimar – Straßennamen, mit Gitta Günther, Rhino-Verlag, Ilmenau 2012.